# Heraion
Heraion je bilo veliko starogrčko svetište Samijanske Here na južnom dijelu otoka Samosa, 6 km jugozapadno od starog grada, u niskom i močvarnom porječju blizu mora. Kanoarhajski Heraion na Samosu je bio najveći hram božice Here u grčkom svijetu, koje datira u 8. stoljeće pr. Kr., ali i mjesto prvih jonskih hramova. Ova dva drevna mjesta na otoku Samosu upisana su na UNESCO-ov popis mjesta svjetske baštine u Europi 1992. godine.

## Odlike i povijest
Prema lokalnom vjerovanju, Hera se rodila na ovom mjestu ispod "drveta neporočnosti" (grčki: lygos, latinski: Vitex agnus-castus). Tijekom Samijanskog anualnog festivala (Toneia), kultna skulptura božice Here je bivala vezana granama ove biljke. Biljka se nalazila na rimskim kovanicama s otoka Samosa.
Postoji više faza izgradnje hram Heraiona koje se prepoznaju prema ostacima crijepova. Prva faza je bila u 8. stoljeću pr. Kr. kada je izgrađen Hekatompedos, 30 m dug i uzak grčki hram koji je imao tri zida i središnji niz stupova koji je nosio krovnu gredu. 
Kasnije su, oko 570. – 550. pr. Kr., arhitekti Rhoikos i Theodoros izgradili veći hram nasuprot herinog oltara u ograđenom prostoru (temenos). On je bio peripteralni dipteros (dvostruki red stupova oko cijelog hrama) od 8 x 21 stup, s četvrtastim predulazom (pronaos) ispred zatvorenog svetišta (cella). I pronaos i cella su bili podijeljeni na tri jednaka dijela s dva reda stupova. Stupovi su stajali na bazi (torus) koja je bila ukrašena horizontalnim urezima, a kapiteli su imali karakterističan oblik voluta jonskog stupa. Rhoikosov hram je imao velikog utjecaja na razvoj monumentalne jonske arhitekture. Nažalost, ovaj hram je stajao samo desetak godina do kada je uništen u potresu.
Nakon toga je, 40tak metara od Rhoikosovog hrama, izgrađen novi i još veći Herin hram, tzv. Polikratov hram, nazvan prema tiraninu sa Samosa. On je tada bio najveći hram grčkog svijeta i njegova izgradnja je potrajala sve do rimskog osvajanja. Nikada nije bio do kraja dovršen, a jedna njegova monumentalna skulptura Here nalazi se u Arheološkom muzeju u Samosu. Herin kult se održavao u manjoj obližnjoj zgradi sve do Teodozijevog edikta o zabrani paganskih vjerovanja 491. godine. Na ovoj lokaciji izgrađena je kršćanska crkva, a izgrađena je kamenom s rimskog Heraeuma, kako su ga tada zvali. Tijekom bizantskih vremena Heraion je služio kao kamenolom za srednjovjekovne građevine i samo je jedan usamljeni stup ostao od nekada slavnog hrama.
Skoro da nema antičkih pomena ovoga hrama, a prvi zapadnjak koji ga je posjetio bio je Joseph Pitton de Tournefort na svom putovanju za francuskog kralja Luja XIV, i ponovno 1704. godine kada je objavio crteže njegovih ruševina. Velike naslage šljunka, trnovitog grmlja i močvarno tlo, su štitile ovaj lokalitet kroz 18. i 19. stoljeće. Prva arheološka iskapanja izveli su atenski arheolozi P. Kawadias i TH. Sophoulis 1890. – 92. godine. Prvi značajni nalazi objavljeni su nakon istraživanja Theodora Wieganda od 1910. – 14. godine. Njemačko arheološko drštvo iz Atene je ponovno započelo iskapanja 1925., koja su potrajala sve do Drugog svjetskog rata, a nastavljena tek 1951. godine. Helmut Kyrieleis i Hermann J. Kienast su preuzeli iskapanja 1976. godine, do danas.
- Heraion na Samosu
- Usamljeni stup Heraiona
- Arhajske skulpture na ruševinama hrama
- Hram danas
- Ukrašena greda hrama